# Focs artificials

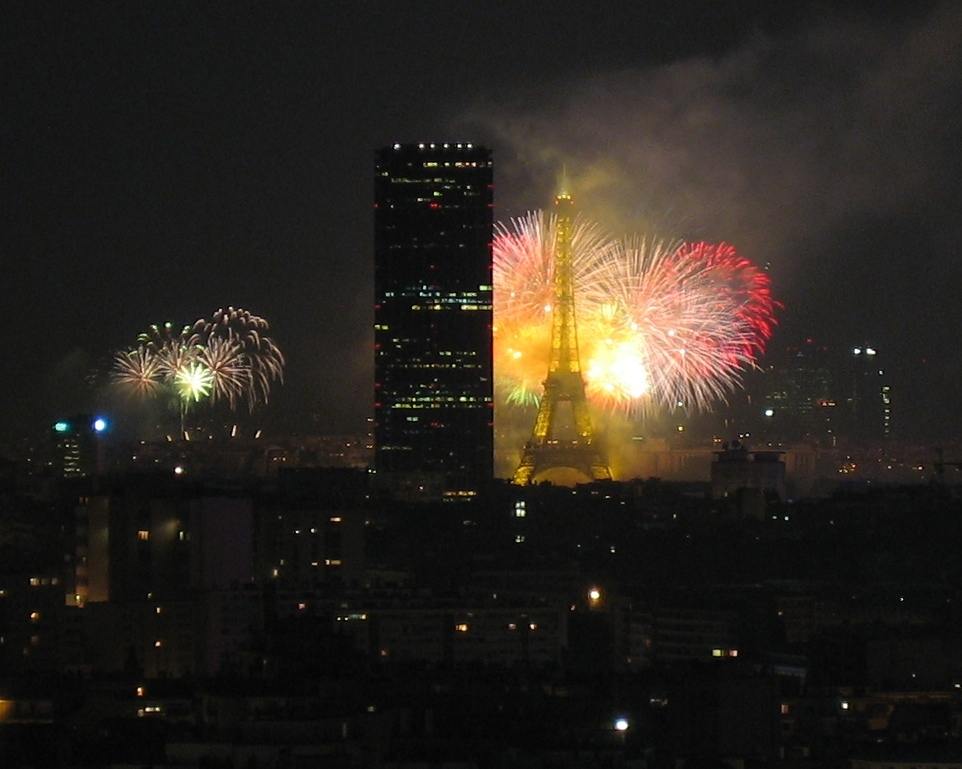
Focs artificials a París el 14 de juliol de 2005.

Els focs d'artifici o focs artificials és una composició rítmica i molt acolorida de coets, enlairats mitjançant canons, que es dispara amb motius festius, en places i carrers, generalment de nit.
Quan els focs d'artifici tenen finalitat artística i s'organitzen en dos o més altures, es parla d'un castell de focs artificials o, simplement, castell de focs. Algunes localitats n'organitzen concursos en els quals els pirotècnics competeixen en agradar el públic. Els focs artificials són una de les mostres d'artesania, esdevingudes en molts indrets indústria, més conegudes des d'Orient fins a Occident. Els focs artificials tenen una accepció semàntica genèrica que els identifica amb el conjunt d'actes festius en què s'usen productes pirotècnics, tant de dia com de nit, i una altra de més concreta, que es refereix estrictament a l'ús d'artificis pirotècnics de colors, habitualment emprats a les nits.
Heus ací una mostra de diversos tipus o combinacions de focs artificials:

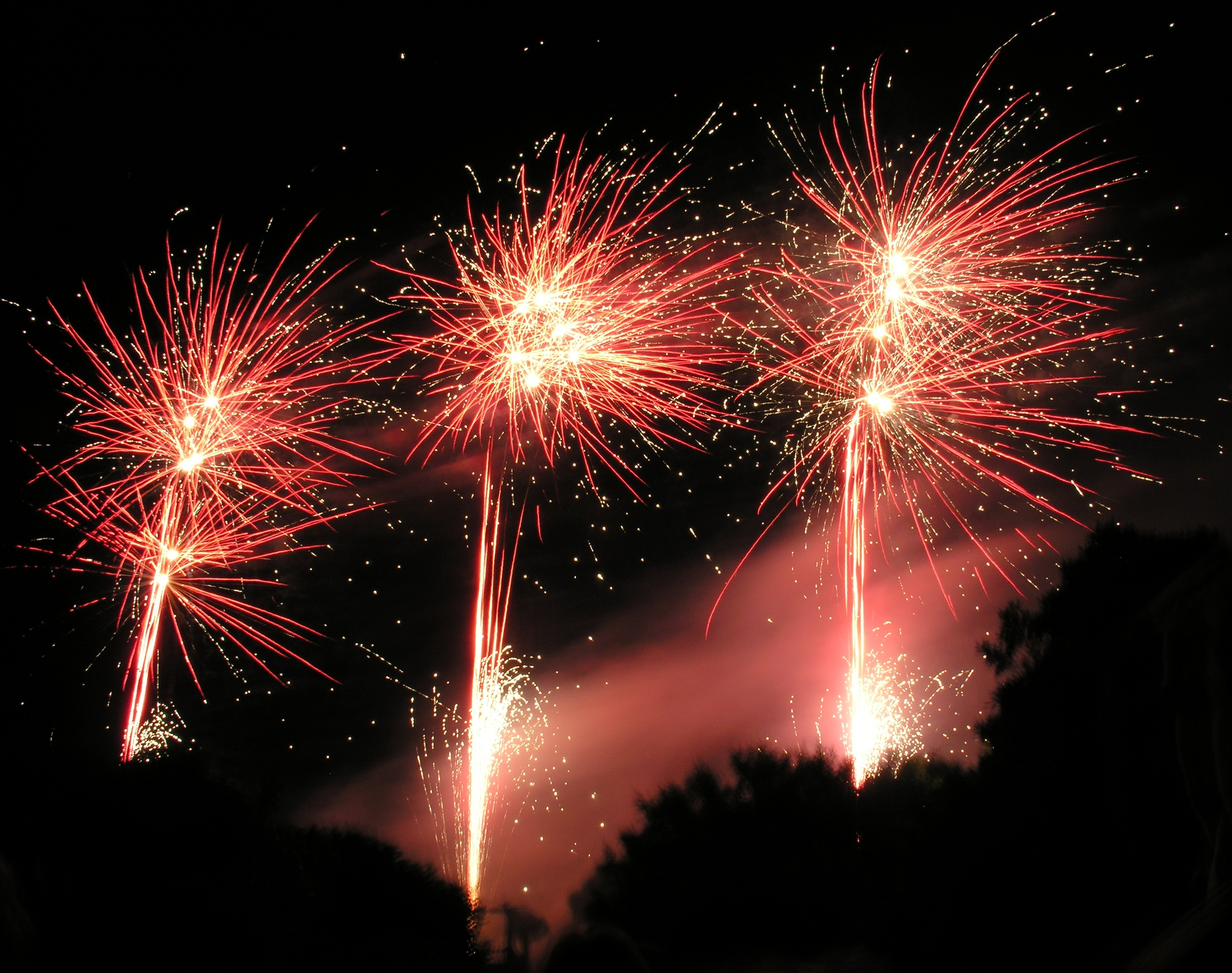
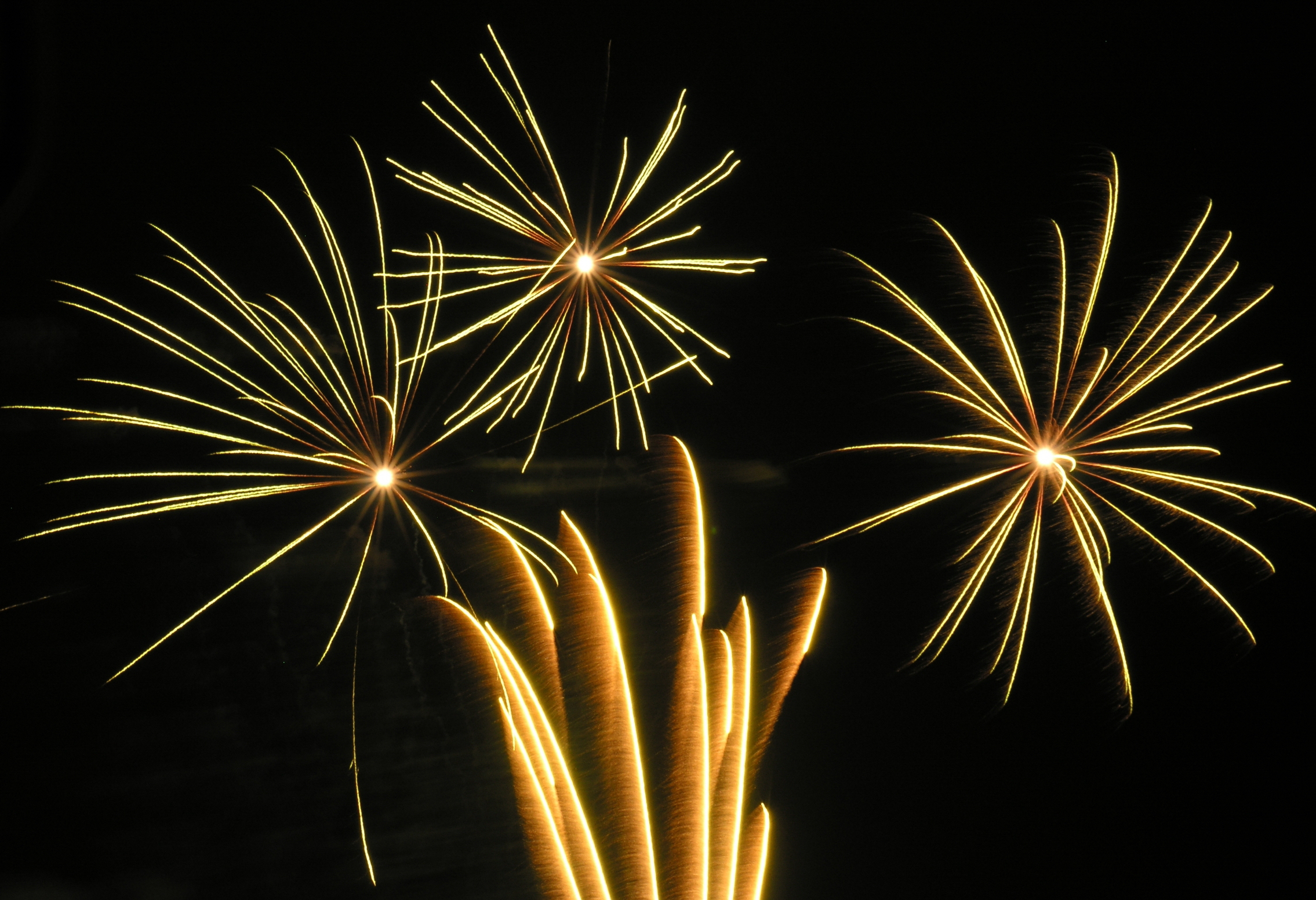
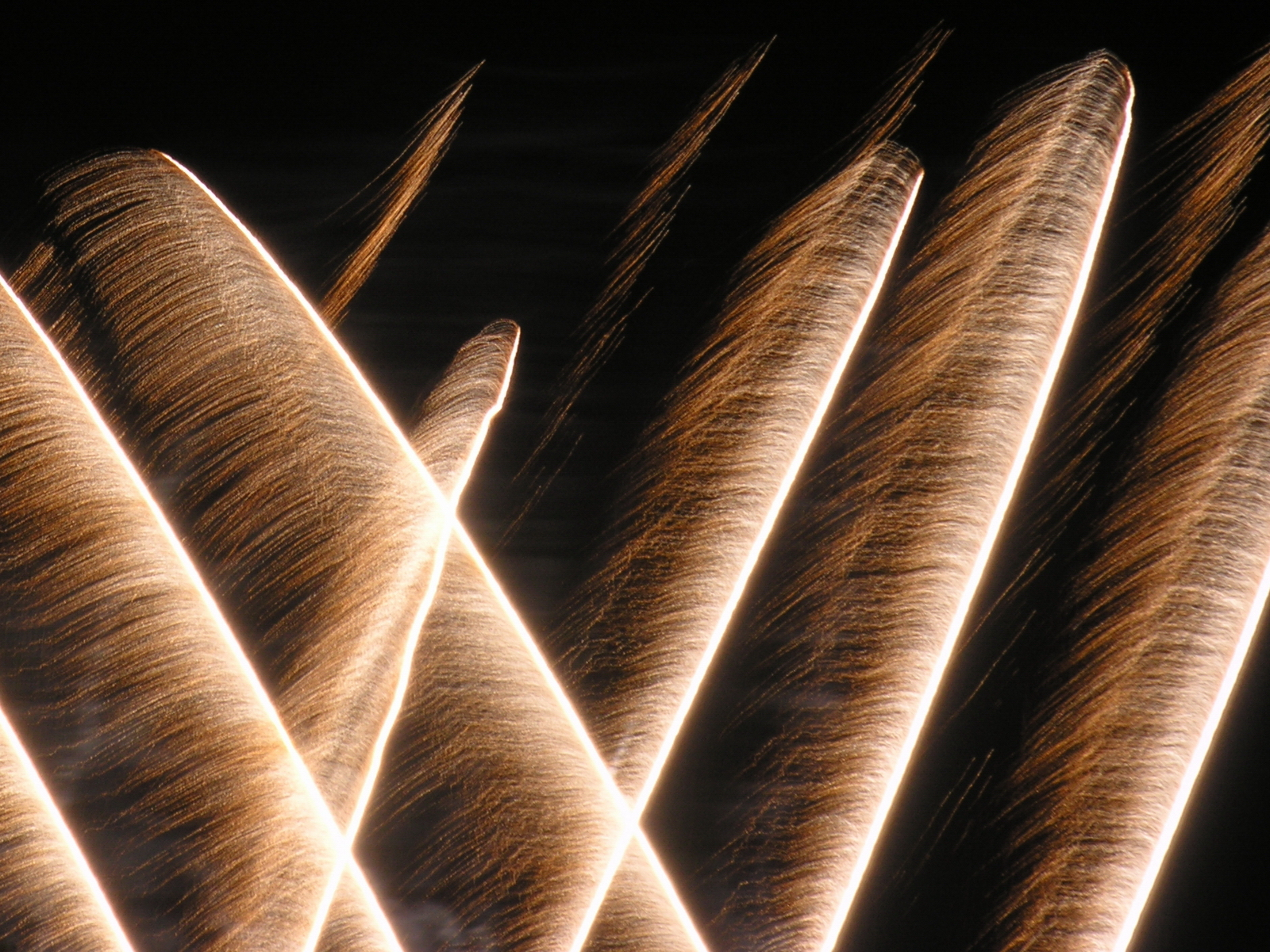
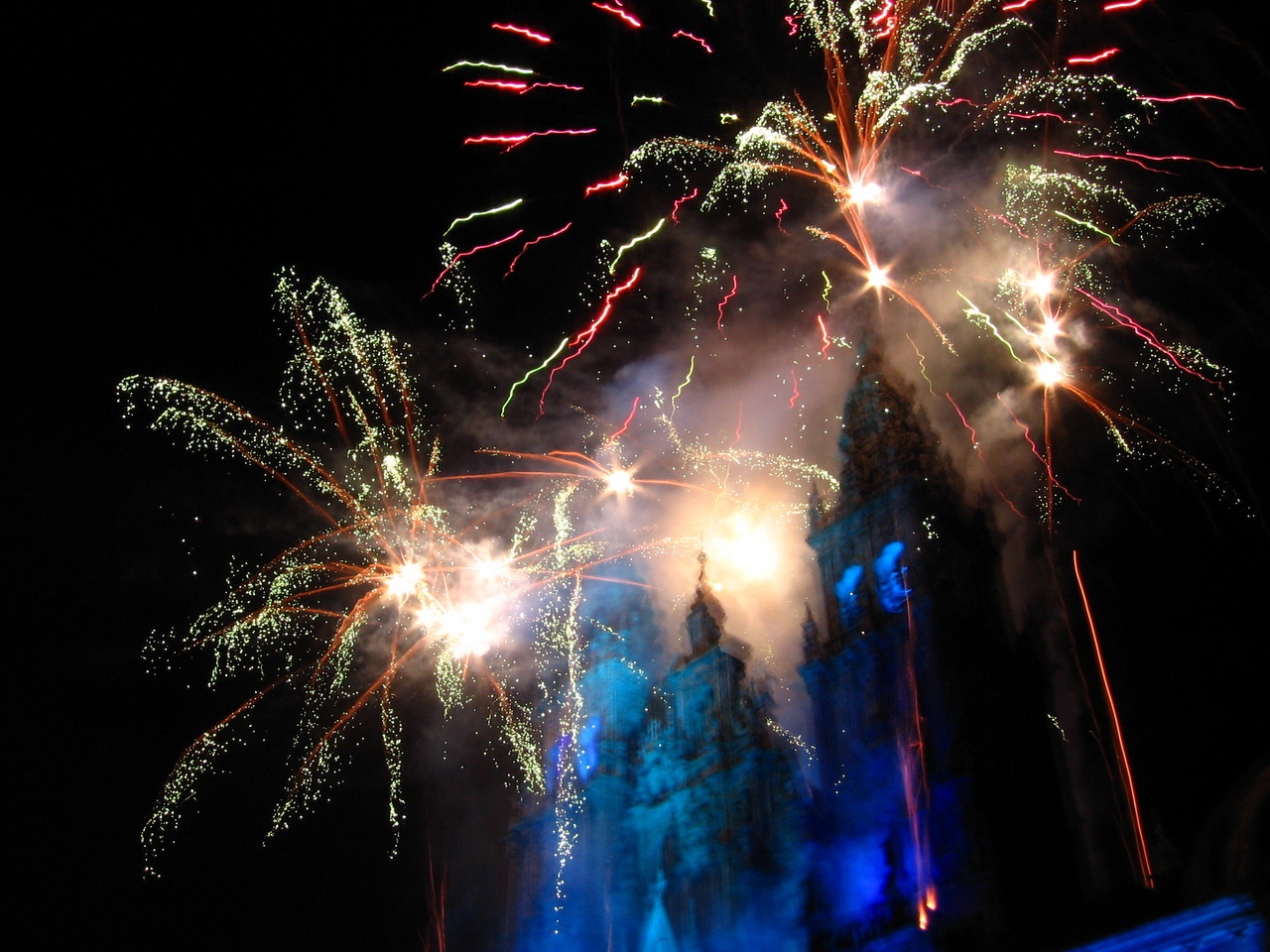
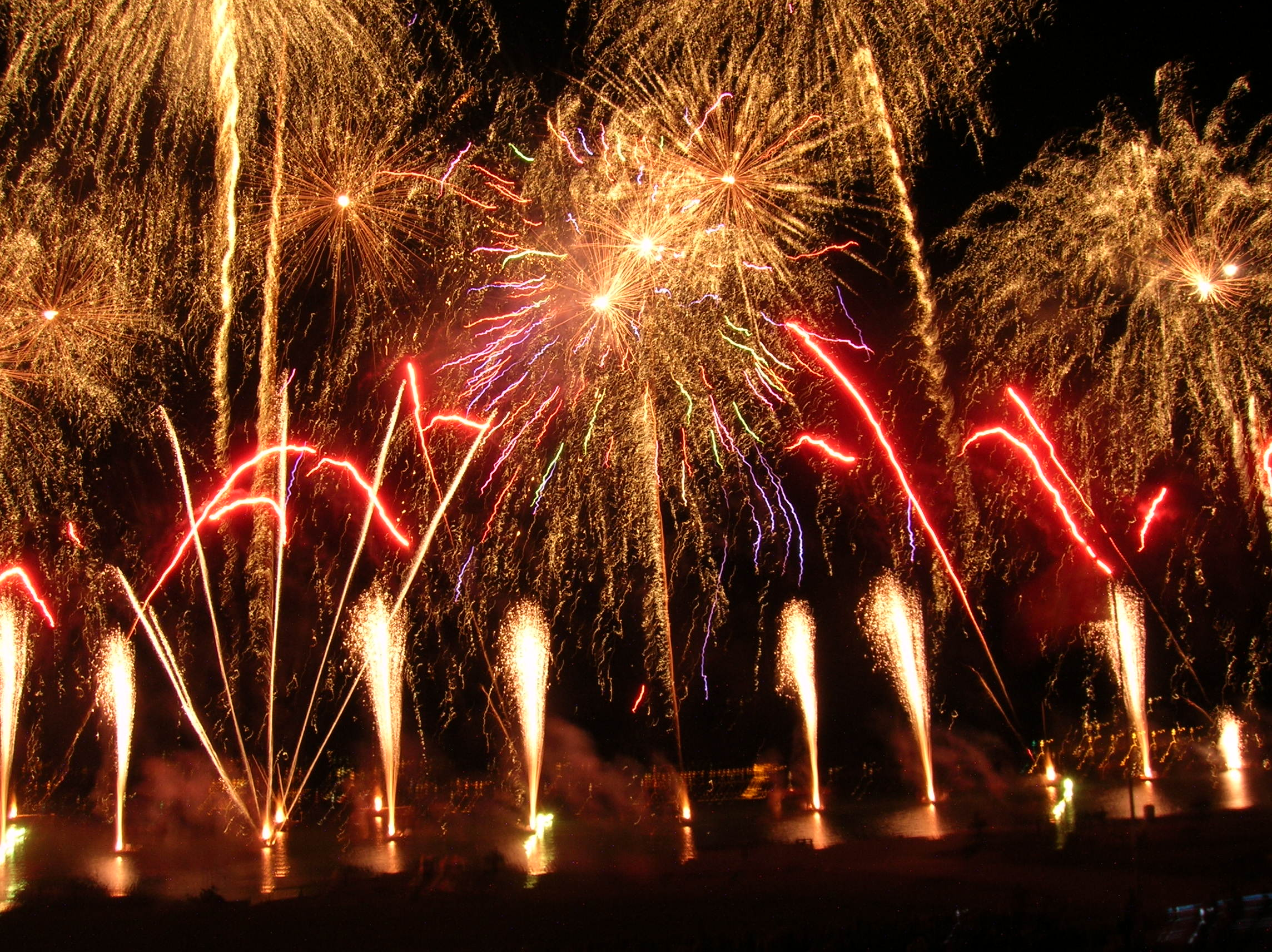
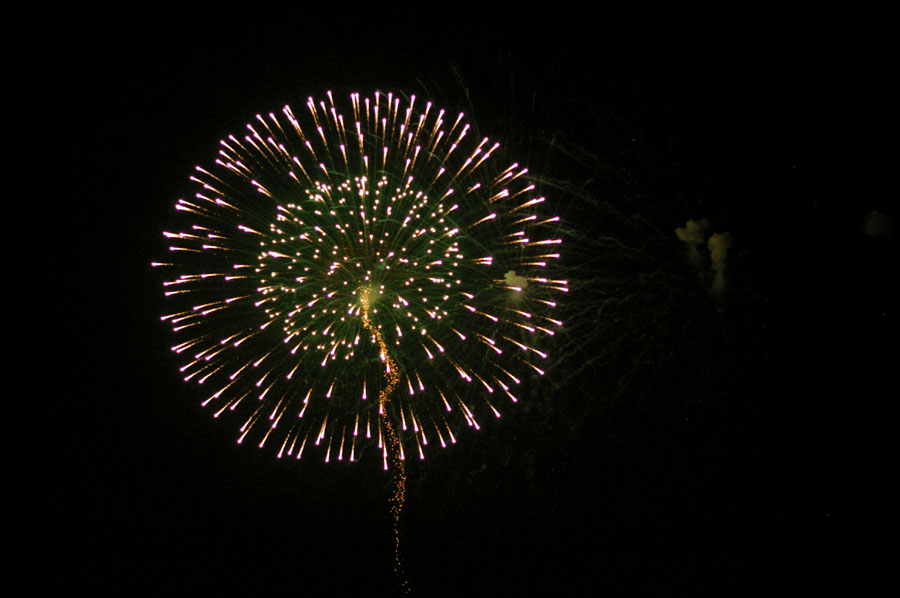
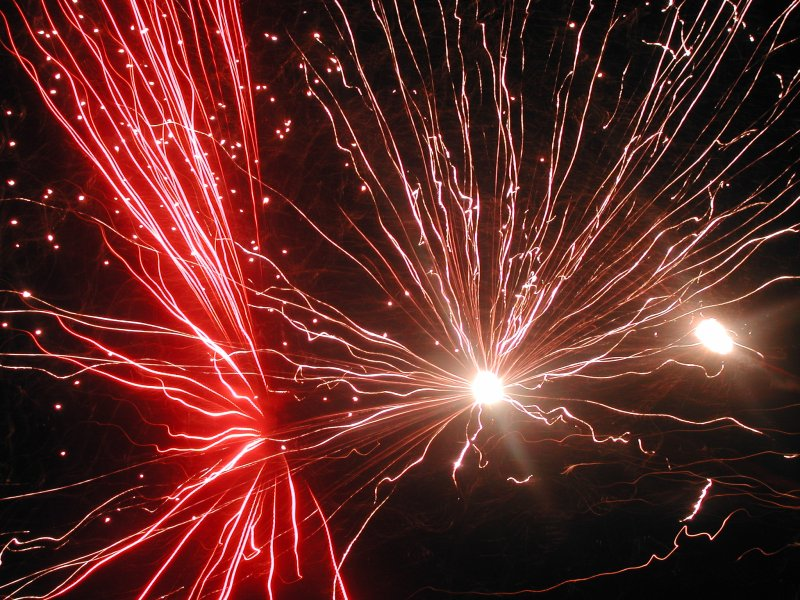
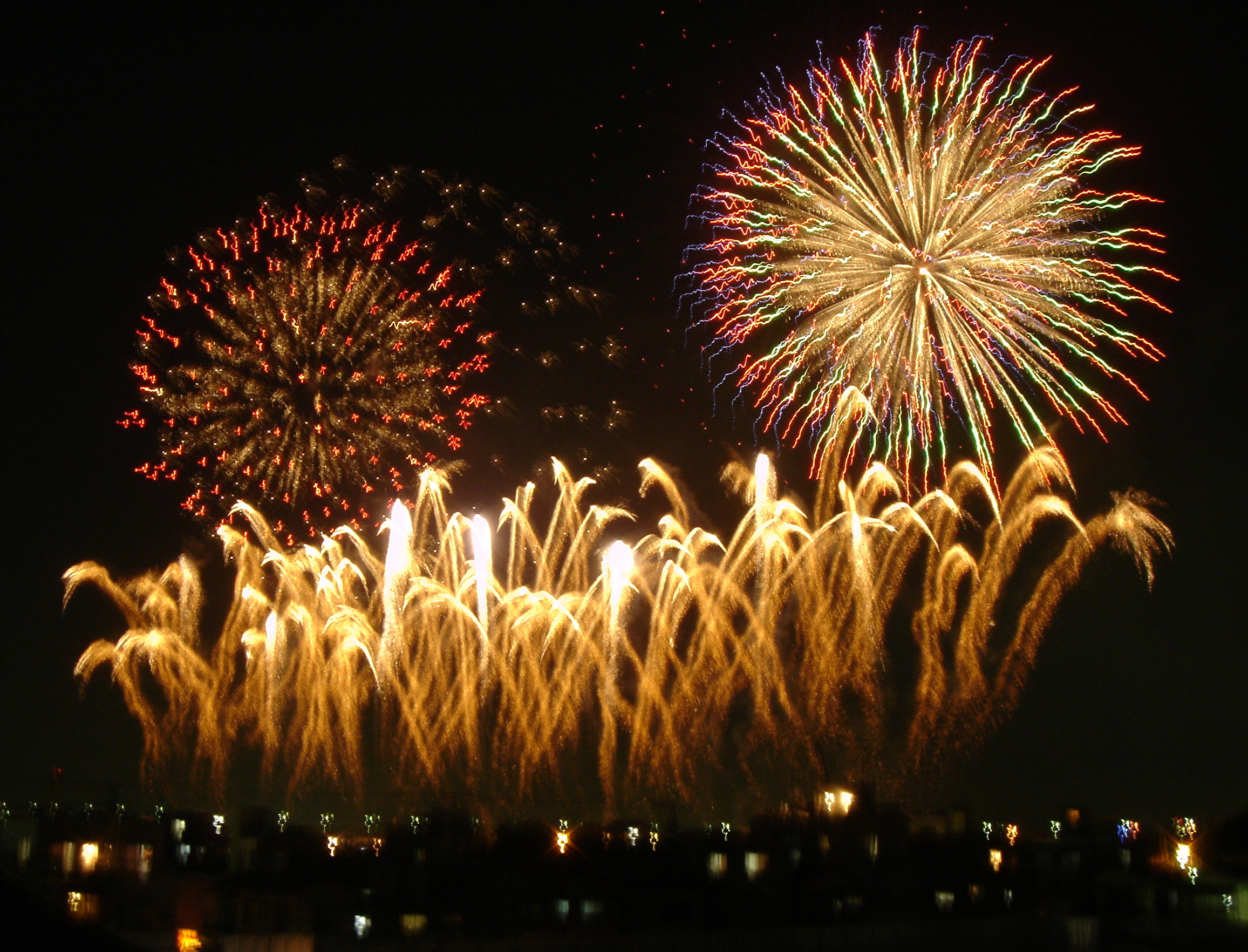
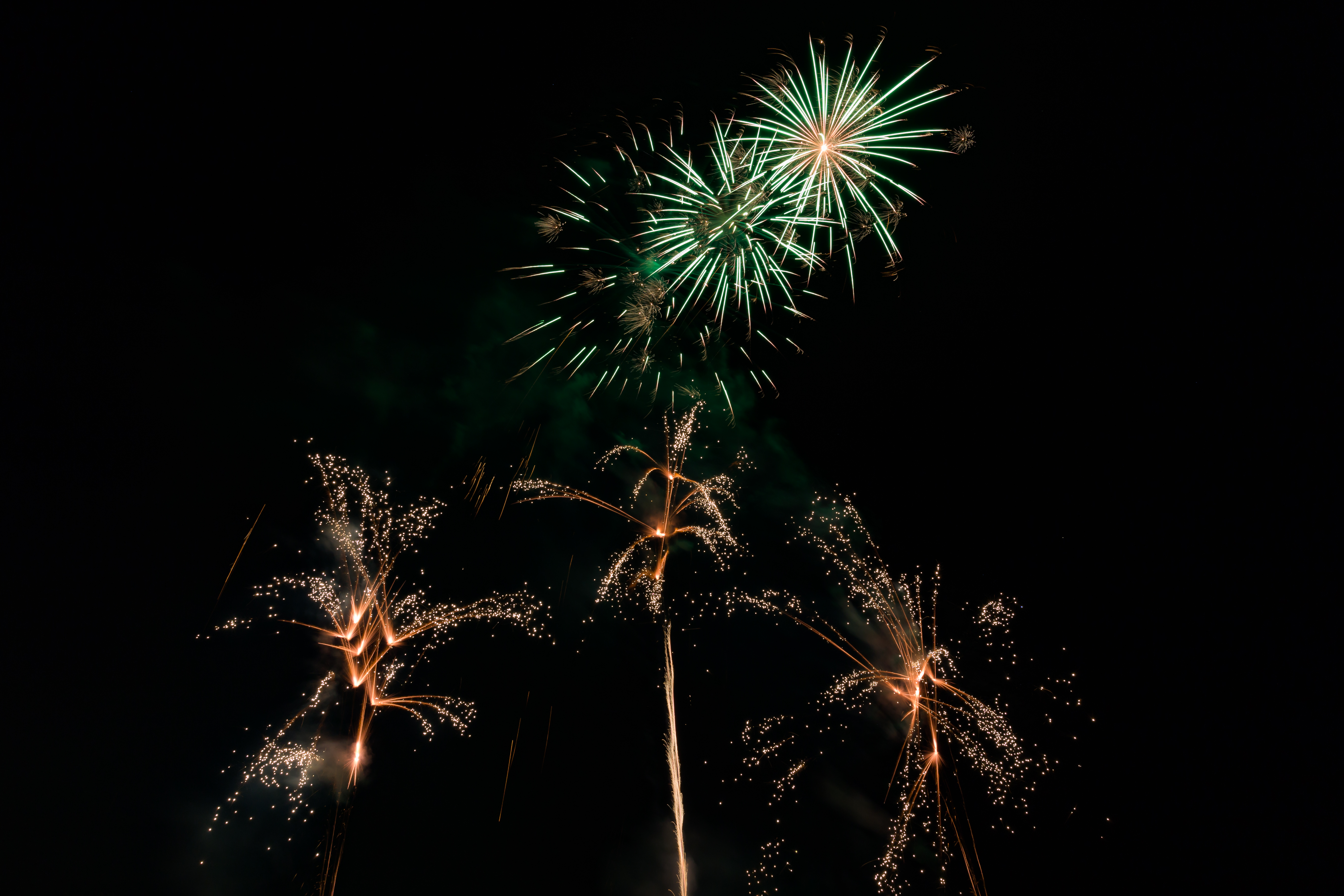
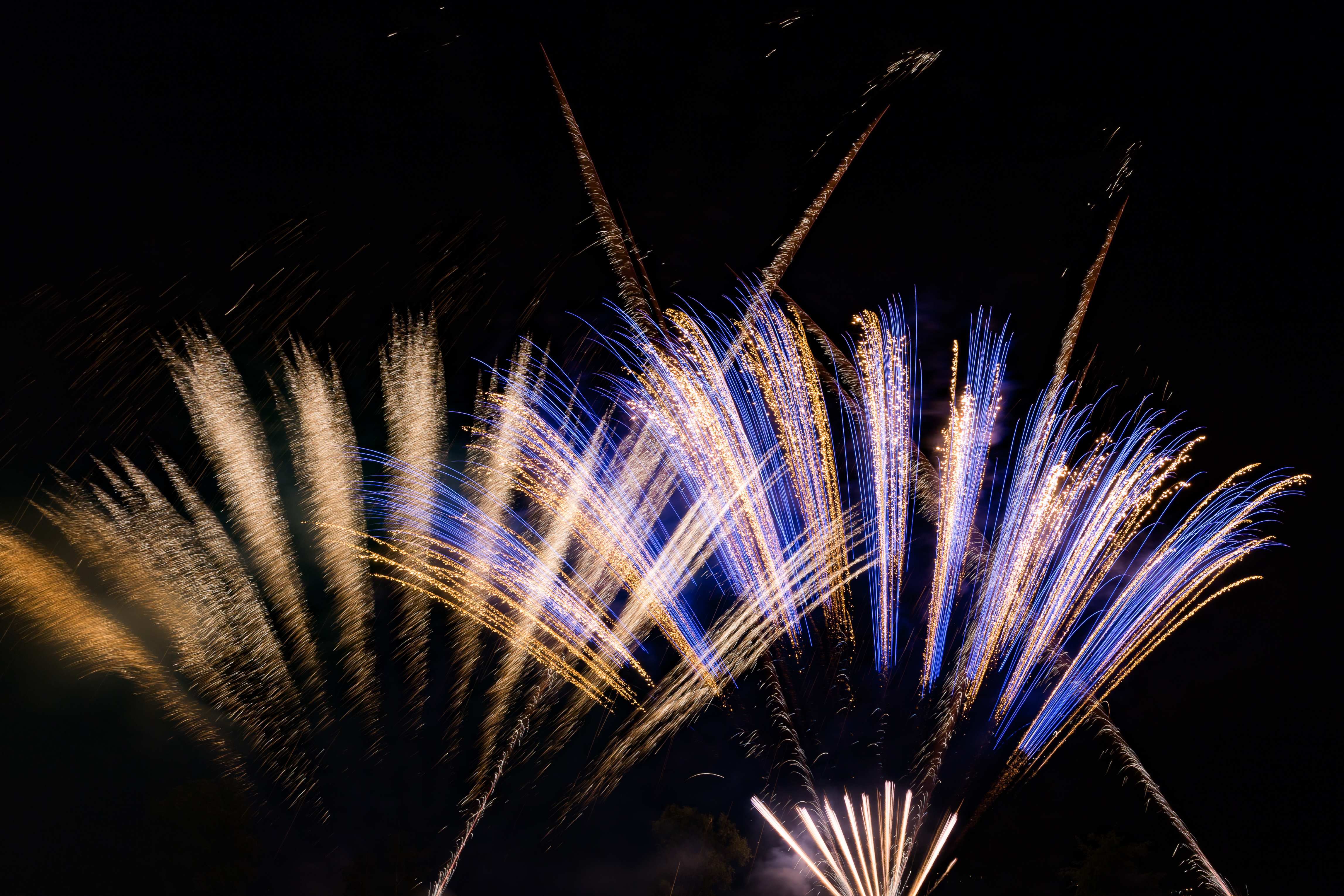
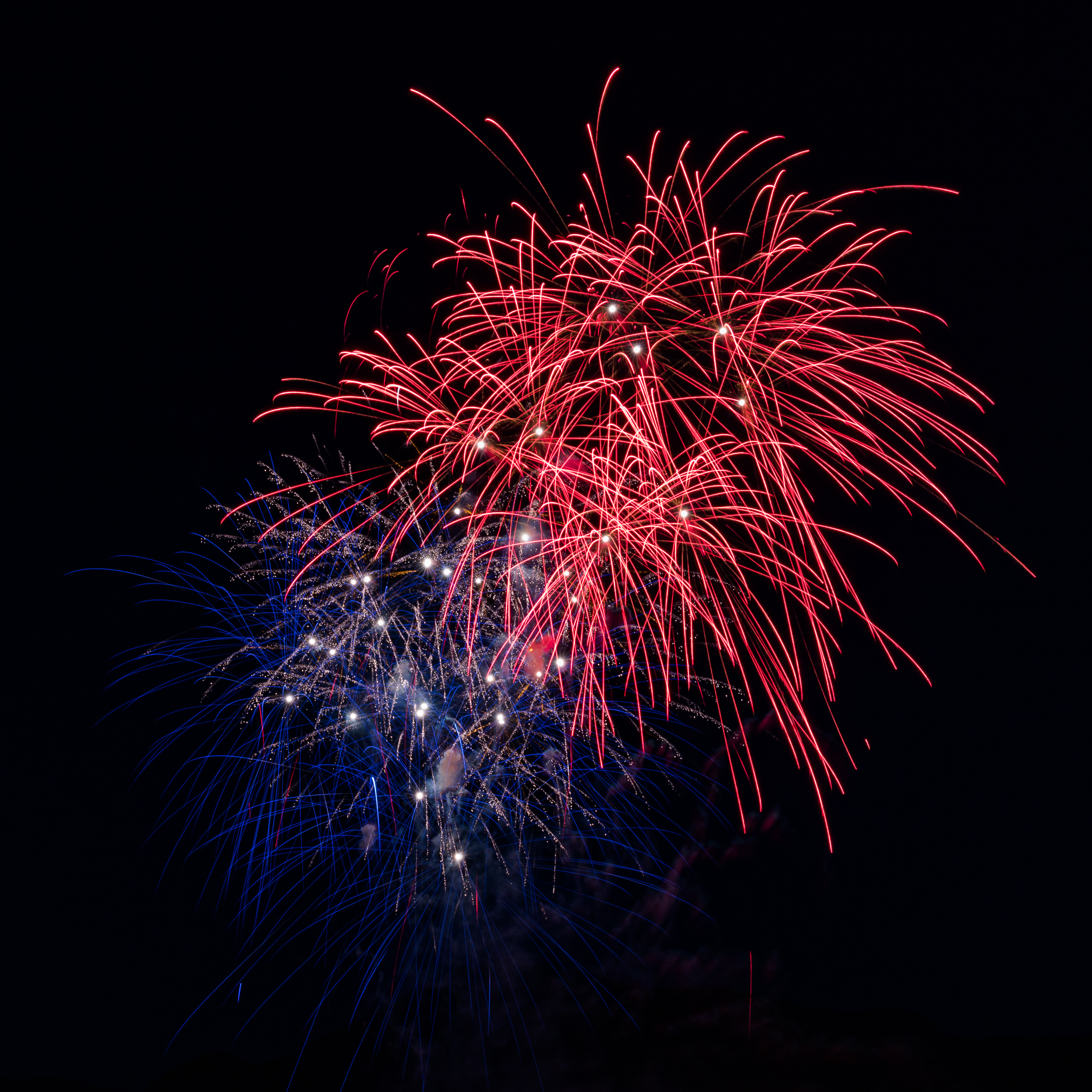
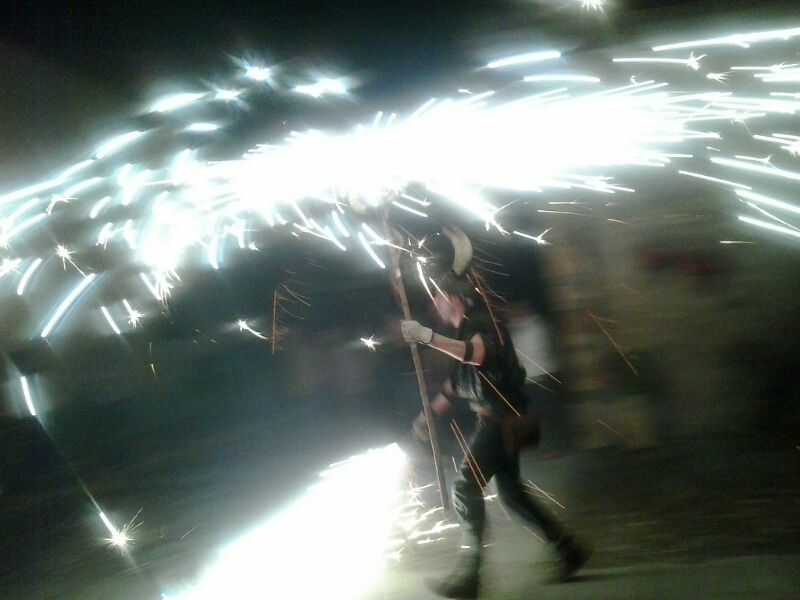

## Origen

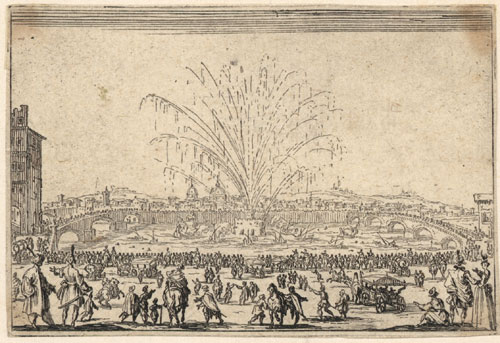
Jacques Callot: Le feu d'Artifice sur l'Arno.

L'origen dels focs artificials és inevitablement vinculat a la pólvora, el naixement de la qual és vinculat a Orient, concretament a la Xina. La data concreta de la seva invenció oscil·la entre els que asseguren que ja era coneguda entre el segle vi i l'inici del x sota el govern de les dinasties Sui i Tang, i els que s'inclinen per un període més tardà, en l'etapa de la dinastia septentrional Song ja avançat el segle x. Hom sosté que el primer ús militar de la pólvora negra va tenir lloc l'any 904 dC en la batalla en què Zheng Fan va atacar Yu Zhang. El desenvolupament de la pólvora —molt ràpid des d'aleshores— hauria tingut lloc amb la dinastia meridional Song en el segle xii.
A la mateixa Xina, es feien sons a partir de l'esclat de tubs fets a partir de canyes de bambú. En el moment d'inventar-se la pólvora negra, els xinesos ompliren les canyes de bambú amb el nou descobriment per produir els primers petards. En llençar-los al foc, els gasos produïts per la pólvora esclataven encara molt més sorollosament. Sembla que els xinesos arribaven a lligar els petards uns amb els altres mitjançant corda de cànem per produir un efecte major.
Els alquimistes xinesos progressivament abandonaren l'ús de les canyes de bambú per substituir-les per tubs de paper que omplien de pólvora i en els quals inserien una metxa feta amb paper de seda i amb una cua de pólvora. Cap al 1200 dC van crear un petard anomenat la rata de terra, que no era altra cosa que un tub de paper ple de pólvora, premsada com si fos un cartutx. Consistia en un petard de paper que estava obert per un dels seus extrems. En lloc d'explotar el gas que es produïa a l'interior, sortia per l'obertura i propulsava la rata esbojarradament per terra. Va ser el primer antecedent dels actuals coets borratxos, que curiosament aleshores també van tenir les seves aplicacions militars per provocar desconcert entre soldats i cavalls. El fet que algunes vegades aquelles rates pujaven enlaire va donar la idea als dissenyadors militars de col·locar aletes de guia als petards per tal de dirigir el seu vol. Així nasqueren els primers veritables coets.

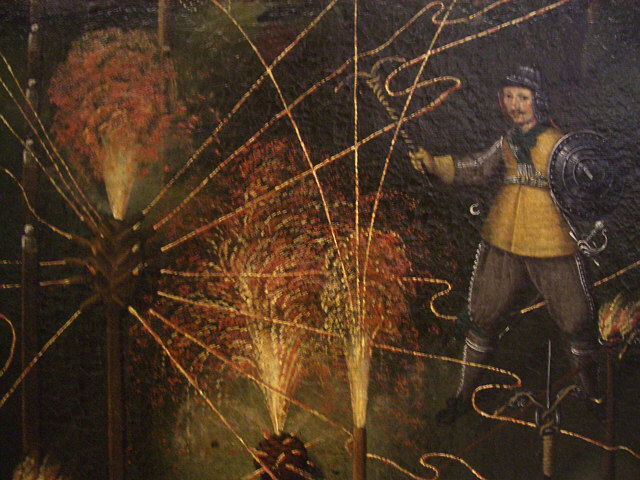
Detall d'una obra de Johann Kouhn de 1645.

El 1232 té lloc la batalla de Kaifeng, en la qual l'exèrcit xinès va respondre a l'atac mongol mitjançant l'ús de veritables coets amb clares finalitats militars. Es tracta de la cortina de sagetes de foc volador, una forma simple de coet propulsat: un tub coronat en la seva punta per una càrrega de pólvora. L'altre extrem era deixat obert i el tub lligat a un pal llarg. Quan la pólvora era encesa, la seva ràpida combustió produïa foc, fum i gas que escapava per l'obertura tot produint un impuls. El pal funcionava com un simple sistema de guia que permetia mantenir el cap del coet en la direcció desitjada. Es desconeix la capacitat real de destrucció que van tenir aquestes armes xineses contra els mongols, però els efectes psicològics que produïren foren extraordinaris. De fet, després d'aquesta batalla de Kaifeng, els mateixos mongols optaren per la producció dels seus propis coets. Hom ha dit que ells foren els veritables responsables de l'expansió de la pólvora i de la pirotècnia cap a Europa.

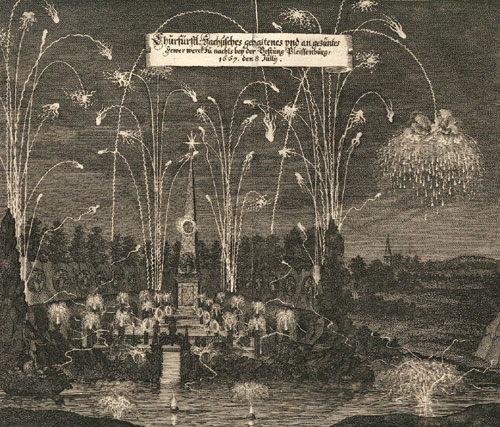
Gravat de Matthäus Merian del 1670.

Els estudiosos de la cultura islàmica han estès la teoria que sustenta la introducció de la pólvora a Occident a través de les vies de penetració àrab. Aquests haurien recollit el coneixement xinès i des de l'Orient l'haurien portat cap a l'arc mediterrani. Així, l'entrada de la pirotècnia a la península Ibèrica hauria vingut a través del món musulmà, que entre altres elements ja hauria aportat coets, bombes, traques i llums de colors, amb les quals alegraven el seu cicle festiu. En un manuscrit àrab datat l'any 622 de l'hègira (1225 de l'era cristiana) es descriuen diferents composicions de tipus pirotècnic, que de ben segur van paral·leles al desenvolupament de l'alquímia que s'experimentà en el món musulmà. Tot i que aquesta és la teoria més estesa, alguns investigadors consideren que o bé Marco Polo a finals del segle xiii va ser el que va portar els coneixements sobre la pólvora des de la Xina cap a Occident, o bé els croats medievals van tenir-hi accés durant les seves guerres contra l'Islam.
Durant la baixa edat mitjana i més concretament a principis del segle xiv, coneixem l'existència dels primers estris militars que poden considerar-se canons pirotècnics, això sí, plenament vinculats al vessant militar. Són les boques de foc des de les quals es disparaven grans boles de pedra i de metall. Els historiadors de la matèria sostenen que el 1346 va néixer l'artilleria militar amb tots els ets i uts, concretament en la batalla de Crécy, que va enfrontar els exèrcits anglès i francès, amb derrota dels segons. Precisament va ser la investigació destinada a la guerra i a les finalitats militars la que va fer progressar el coneixement de la pirotècnia, que durant el mateix segle xiv ja tindria les primeres repercussions documentades en l'àmbit festiu no solament català sinó també occità.
De fet, entre els segles xiii i xv hom ha documentat informes de molts experiments i pràctiques amb coets. A Anglaterra, un monjo anomenat Roger Bacon va treballar en la millora de la pólvora negra i va aconseguir augmentar la varietat de coeteria. A França, Jean Froissart va descobrir que es podia optimitzar els vols fent-los més precisos i exactes si es disparaven els coets des de tubs. A Itàlia, Joanes de Fontana va dissenyar un coet que anava per damunt de la superfície de l'aigua i servia per incendiar els vaixells de guerra enemics.
Als Països Catalans ja es coneix l'existència de pirotècnics que fabriquen i usen artificis pirotècnics, fins i tot voladors, al segle xiv.

### Tractats d'artilleria
Alguns tractats d'artilleria tracten de focs artificials amb certa profunditat.
Els canons són armes molt poderoses i destructives que necessiten personal especialitzat per al que el seu maneig sigui segur i efectiu. Per aquest motiu no poden dissociar-se dels tractats teòrics que expliquen el seu funcionament. Sembla que el primer tractat d'artilleria fou Nova Scientia, publicat a Itàlia el 1537 per Niccolo Fontana Tartaglia. Sota la seva influència se'n van publicar uns quants a la península, en castellà:
- 1590, El Perfecto Capitán de Diego de Alaba y Viamont[3]
- 1592, Platica manual de Artilleria de Luís Collado.[4]
- 1611, Tratado de la Artillería y de la Fortificación de Cristobal Lechuga.[5]
- 1613, Tratado de la Artilleria y uso della de Diego Ufano.[6]
- 1626, Plática Manual y Breve Compendio de Artillería de Julio César Firrufino.[7]
- 1648, El Perfecto Artillero de Julio César Firrufino[8]
- 1699, El perfecto artificial, bombardero y artillero[9]

En català hi ha un tractat antic, de l'any 1642: "Breu tractat d'artilleria" escrit per Francesc Barra.

### Tractats de pirotècnia
La popularització dels focs artificials va suposar la publicació d'obres especialitzades.
- 1629. A Treatise of Artificial Fire-Works both for Warres and Recreation. Thomas Malthus.[11]

## Colors
Per tal de modificar el color que emeten els focs artificials es fan servir elements i compostos químics diferents. Pel color vermell se solen usar compostos d'estronci, com ara el carbonat d'estronci o el clorur d'estronci. Per les gammes taronges i groguenques s'usa sodi, pel daurat ferro, pel verd compostos de bari (com per exemple el clorat de bari, que recentment es comença a substituir per alternatives com el clorur de bari, el nitrat de bari i el carbonat de bari) i per les tonalitats blaves, que són les més cares, clorur de coure. Pel viola sovint es fa servir hidròxid de rubidi o bé una combinació d'estronci i coure, i pels diferents tons de blanc solen incorporar magnesi o alumini.

## La patrimonialització de la pirotècnia

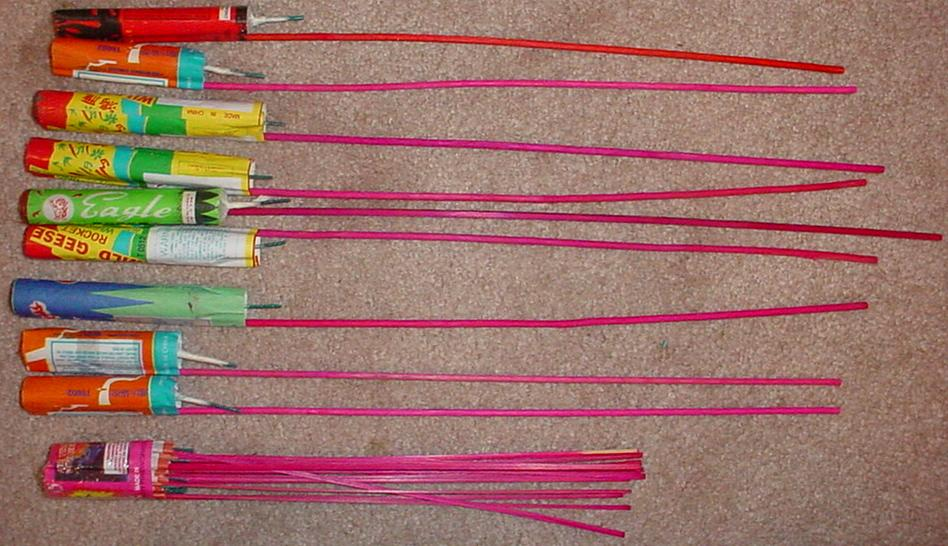
Uns quants coets.

Preparant els focs.

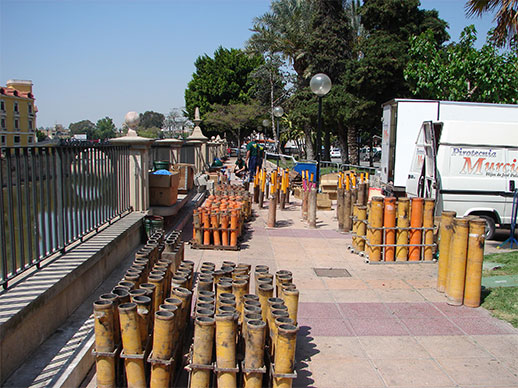
una altra instal·lació.

A la Mediterrània europea han esdevingut mostres del patrimoni popular dels pobles que l'habiten, amb especial incidència al País Valencià, Catalunya, Itàlia i Malta. Les àrees d'influència de les ciutats de Nàpols i València en són dos dels pols més importants, tant de fabricació com d'ús. Per això, en aquestes zones geogràfiques i culturals, és on existeixen més tallers de fabricació de productes pirotècnics.
En el calendari festiu dels Països Catalans, els focs artificials són ben presents. Destaca el seu ús en les següents festes:
- Les Falles de la ciutat de València, al voltant de la diada de Sant Josep el 19 de març.
- La celebració de la Nit de Sant Joan al Principat de Catalunya el 23 de juny.
- Les Fogueres d'Alacant, al voltant de la diada de Sant Joan el 24 de juny.
- El Concurs Internacional de Castells de Focs Artificials Ciutat de Tarragona, els focs de la Mediterrània, la primera setmana completa del mes de juliol.
- El Concurs de Focs d'Artifici de la Costa Brava - Trofeu Vila de Blanes, amb 36 anys d'història i un dels més reconeguts de l'Estat espanyol. Del 21 al 27 de juliol. Web oficial
- Nit de l'Albada amb la palmera de la Mare de Déu d'agost a la ciutat d'Elx la nit del 13 d'agost.
- El castell de focs artificials de la Festa Major de Sant Bartomeu de Sitges, la nit del 23 d'agost.
- Les Festes de Santa Tecla de Tarragona, al voltant del 23 de setembre.[14]
- El piromusical de les Festes de la Mercè de Barcelona, al voltant del 24 de setembre.
- La Patum de Berga coincidint amb Corpus.

A la resta de l'Estat espanyol, destaca el Concurs Internacional de Focs Artificials de la ciutat de Sant Sebastià, al voltant del 15 d'agost.

## Terminologia tradicional
- 1328. A Barcelona: «que algu no gos fer en ciutat ne en sglesias de nits fochs grechs sclatadors».[15]
- 1395. «..., e per pòlveres per als trons…»[16][17]
- 1451. «Mascle» pirotècnic.
- 1459. «Coet volador».[18]
- 1489. Una de les referències més antigues de la denominació genèrica figura al Liber elegantiarum (pàgina 87): «Aparellen fochs artificiosos, ço es fochs grechs en diverses magranes amagats».[19][20]
  - «Coets».[21]
- 1571. «… cohets, piules, tronadors y falles per la present ciutat».[22]
- 1655. «... tres eixides de cohets...».[23]
- 1880. Trons i morterets.[24]

### Alguer
- 1550-1590? Hi ha dos documents de l'Alguer que resumeixen els focs artificials usats en dues festes de commemoració de la victòria sobre els francesos en la batalla de Sanluri. La terminologia dels focs que figura en els documents és prou rica: peces, morterets, rodes, masclets, coets voladors, magranes...[25]

## Tipologia
- Tipus I: Risc baix (a partir de 12 anys): Els productes de la categoria I són els que tenen un risc baix o molt baix. Estan pensats per utilitzar-los en àrees confinades, concepte en què s'inclou l'interior dels edificis d'habitatges. Aquest grup està format per bengales, bombetes i sorpresa japonesa; i fonts com surtidors i volcans.[26]

- Tipus II: Risc mitjà (a partir de 16 anys): Els productes de la categoria II són els que tenen un risc mitjà. Estan pensats per utilitzar-los a l'aire lliure en àrees confinades. Els petards de tipus II està format per bengales (bombetes i sorpresa japonesa), petards (trons i traques xineses), voladors (paracaigudes, correcames, xiuladors, girasols i rodes), coets (coets de tro i de llum), fonts (surtidors i volcans) i bateries (combinacions i candeles).[26]

- Tipus III: Risc alt (a partir de 18 anys): Els productes de la categoria III són els que tenen un risc alt. Estan pensats per utilitzar-los a l'aire lliure, en àrees amples i obertes. Aquest grup està format pels mateixos petards que els de la categoria II excepte les bengales.[26]